# Austen Chamberlain
Joseph Austen Chamberlain (ur. 16 października 1863 w Birmingham, zm. 17 marca 1937 w Londynie) – brytyjski polityk, członek Partii Konserwatywnej, minister w rządach Arthura Balfoura, Herberta Henry’ego Asquitha, Davida Lloyda George’a i Stanleya Baldwina, przyrodni brat późniejszego premiera Neville'a Chamberlaina.
Od 1892 roku był posłem do Izby Gmin. W latach 1902–1931 wielokrotnie działał w rządach, w latach 1918–1919 był członkiem ścisłego gabinetu wojennego, w latach 1924–1929 pełnił obowiązki ministra spraw zagranicznych. Współtwórca traktatów lokarneńskich z roku 1925. Przyczynił się do przyjęcia Niemiec do Ligi Narodów. W 1925 roku otrzymał Pokojową Nagrodę Nobla.

## Wczesne lata życia i początki kariery politycznej
Był synem unionistycznego polityka Josepha Chamberlaina oraz przyrodnim bratem późniejszego premiera, Neville’a Chamberlaina. Wykształcenie odebrał w Rugby School oraz w Trinity College na Uniwersytecie Cambridge. Na studiach był wiceprzewodniczącym Cambridge Union Society. Następnie studiował w paryskim Instytucie Studiów Policznych oraz na Uniwersytecie Berlińskim. Do Wielkiej Brytanii powrócił w 1888 roku.
Cztery lata później został wybrany do Izby Gmin w wyborach uzupełniających jako reprezentant okręgu East Worcestershire. Po wyborach w sierpniu 1892 roku został młodszym whipem Partii Liberalno-Unionistycznej. Swoją pierwszą mowę wygłosił w kwietniu 1893 roku.

## Na stanowiskach ministerialnych
Po zwycięstwie Partii Konserwatywnej w wyborach 1895 roku Chamberlain został młodszym lordem Admiralicji. W latach 1900 – 1902 był finansowym sekretarzem skarbu. W 1902 roku został poczmistrzem generalnym w rządzie Arthura Balfoura. W 1903 roku przeniesiono go na stanowisko kanclerza skarbu. Wkrótce doszło do sporu w łonie koalicji na tle polityki gospodarczej. Liberalni unioniści popierali wolny handel, konserwatyści opowiadali się za bardziej protekcjonistyczną polityką. Spór doprowadził w końcu do przejścia Partii Liberalno-Unionistycznej do opozycji i upadku rządu Balfoura. W 1906 roku liberalni unioniści ponieśli porażkę, tracąc większość deputowanych. Chamberlainowi udało się zachować mandat.
W 1911 roku Chamberlain wystartował w wyborach na lidera Partii Konserwatywnej, ale wycofał się z wyścigu, nie chcąc doprowadzić do rozpadu partii. Nowym liderem został Andrew Bonar Law. W 1914 roku zmarł ojciec Austena. Ten zrezygnował wówczas z miejsca w Izbie Gmin i wystartował w wyborach uzupełniających w dawnym okręgu ojca Birmingham West. Wybory wygrał i reprezentował ten okręg do końca swojej kariery parlamentarnej. W 1915 roku powstał koalicyjny rząd wojenny. Chamberlain objął w nim tekę ministra ds. Indii. Pozostał na tym stanowisku również po zmianie premiera w 1916 roku (Asquitha zastąpił Lloyd George). Zrezygnował w 1917 roku, po fiasku operacji wojennych w Mezopotamii, prowadzonych przez armię indyjską.
Chamberlain powrócił do gabinetu w 1918 roku jako minister bez teki. Po wygranych przez koalicję wyborach 1918 roku został kanclerzem skarbu. W 1921 roku Bonar Law zrezygnował ze stanowiska lidera konserwatystów z powodu złego stanu zdrowia. Chamberlain stanął na czele partii w Izbie Gmin. W rządzie został przesunięty na stanowisko lorda tajnej pieczęci. Wkrótce jednak Partia Konserwatywna zaczęła powoli wycofywać się z popierania gabinetu Lloyda George’a. Najpierw poparcie wycofali konserwatywni parowie, następnie wielu deputowanych z tylnych ław parlamentu. W tej sytuacji w 1922 roku Chamberlain zrezygnował z przewodzenia partii. Zastąpił go Bonar Law.
Gabinet Lloyda George’a upadł w 1922 roku. Chamberlain nie wszedł w skład kolejnych konserwatywnych gabinetów Bonar Lawa i Baldwina. Dopiero w drugim rządzie Baldwina w październiku 1924 roku Chamberlain objął stanowisko ministra spraw zagranicznych. Na tym stanowisku był jednym ze współtwórców traktatów lokarneńskich w roku 1925. Otrzymał za to Pokojową Nagrodę Nobla i Order Podwiązki w 1925 roku. 25 marca 1927 roku otrzymał tytuł honorowego obywatela Londynu. Przyczynił się także do przyjęcia Niemiec do Ligi Narodów. Stanowisko ministra utracił po przegranej konserwatystów w wyborach 1929 roku.

## Ostatnie lata
W 1931 roku na krótko powrócił do gabinetu jako pierwszy lord Admiralicji, ale poza tym nie udzielał się aktywnie na brytyjskiej scenie politycznej. Popierał rząd narodowy, ale krytykował prowadzoną przezeń politykę zagraniczną. W latach 1934–1937 Chamberlain należał, obok Winstona Churchilla, Rogera Keyesa i Leo Amery'ego, do najważniejszych zwolenników zwiększenia brytyjskiego potencjału obronnego wobec zagrożenia ze strony nazistowskich Niemiec.
Austen Chamberlain zmarł 17 marca 1937 roku, do końca życia pozostając deputowanym do Izby Gmin. Kilka tygodni po jego śmierci jego przyrodni brat, Neville, zastąpił Stanleya Baldwina na stanowisku premiera Wielkiej Brytanii.
Uchodził za przyjaciela państwa francuskiego, był znany z powiedzenia „Kocham Francję jak kobietę”.